# Baltasar del Alcázar
Baltasar del Alcázar (Sevilla, 1530 - Ronda, 1606) fue un poeta español del Siglo de Oro.

## Biografía
Fue el sexto hijo de don Luis del Alcázar, jurado del cabildo municipal de Sevilla. Se alistó como soldado en las galeras de don Álvaro de Bazán, primer marqués de Santa Cruz. Durante un tiempo fue prisionero de los franceses, que lo liberaron poco después. Sirvió también en la guarnición militar del castillo de Jaén, época que recogió en diversos poemas. Siendo ya conocidos algunos de sus poemas, se casó en 1565 y fue nombrado por el duque de Alcalá, don Fernando Enríquez de Ribera, alcaide del castillo y villa de Los Molares. En 1583 vuelve a Sevilla para convertirse en administrador del conde de Gelves. Ya mayor se fue a vivir con una hija suya a Ronda, donde enfermó del mal de piedra y de gota, muriendo en 1606 sin haber publicado ninguna de sus poesías. Estas se conservan gracias a las copias de un solo manuscrito, hoy perdido, que confeccionó el pintor Francisco Pacheco, quién también dibujó el único retrato que se conoce de él.

## Obras
Baltasar del Alcázar es un autor ignorado por la crítica literaria ya que no hay muchos estudios acerca de su obra, además de que en su tiempo no tuvo fama ni aun después de su muerte. Probablemente esto sea por las temáticas variadas de sus versos, sin embargo, solo es una suposición. Únicamente existen dos ediciones de toda su obra poética: la de 1910 y otra editada en el 2001, no obstante, la última es de poco acceso. Con respecto al primer libro, este divide las composiciones del escritor de la siguiente manera: poemas de carácter amatorio; festivo, incluyendo sus epigramas; religioso y poesía variada, cuya categoría agrupa algunas epístolas, sonetos dirigidos a Cetina o familiares, enigmas, algunas traducciones, odas y otros tantos de corte mitológico.
En toda su obra, como ya se dijo, Baltasar del Alcázar demuestra una versatilidad en sus composiciones al abordar temas que van desde el antipetrarquismo hasta los poemas de carácter religioso. No obstante, sus composiciones que más destacan son las que se mueven en la línea de lo burlesco y paródico. Por ejemplo, sus epigramas retratan la vida cotidiana de los siglos de oro y se burla de ciertas actitudes de la sociedad, sobre todo de las mujeres, destacando su físico y su moral ya que el prototipo de la mujer descrita por Alcázar será la de una persona sin escrúpulos.

Tus cabellos, estimados

Por oro contra razón,

Ya se sabe, Inés que son

De plata sobredorados.

Pues ¿querrás que se celebre

Por verdad lo que no es?

Es vender gato por liebre.
(Poesías XXII, 50) Texto de celda

En cuanto al eje del antipetrarquismo, tanto los tópicos como los temas del petrarquismo serán ridiculizados y denotará por igual los malos vicios del amante como los de la amada. La mujer destacará por un gozo en las cuestiones sexuales y actuará por un interés económico, dejando a un lado el ideal neoplatónico. Asimismo, la materia mitológica adquirirá un tinte paródico, como el «Discurso de unos cuernos» refleja.
Sobre los aspectos religiosos en su poesía, la información es mínima pues los especialistas casi no los han abordado y solo mencionan que: “sus poemas devotos, o bien son de corte popular y están inspirados en la Contrarreforma (mediación de la Virgen y de los santos, exaltación del sacramento de la Eucaristía) o bien, están escritos en moldes petrarquistas y están inscritos en la reforma erasmiana”. En suma compuso numerosos sonetos, alguno incluso en la variante del soneto del soneto. 

### Epigramas
- «A un giboso de delante»
- «A una mujer escuálida»
- «Constanza»
- «Dios nos guarde»
- «Doña Valentina»
- «El estudiante»
- «Hiere la hermosa Elvira...»
- «Entraron en una danza...» («El baile»)
- «Job»
- «La capa»
- «La nariz de Clara»
- «Los ojos de Ana»
- «Salir por pies»
- «Preso de amores»
- «Su modo de vivir en la vejez»
- «Una cena jocosa»
- «Yo acuerdo revelaros un secreto»

### Sonetos
- «A Cristo»
- «Al amor»
- «Cercada está mi alma de contrarios»
- «Di, rapaz mentiroso».

### Otros
- «Tres cosas (o Inés, jamón y berenjenas con queso)»
- «Cena jocosa»
- «Diálogo entre dos perrillos»
- «Diálogo entre un galán y el eco»
- «Consejos a una viuda».